# Кубагушево
Кубагу́шево (рос. Кубагушево, башк. Ҡобағош) — присілок у складі Учалинського району Башкортостану, Росія. Входить до складу Міндяцької сільської ради.
Станом на 2002 рік присілок відносився до складу ліквідованої Казаккуловської сільської ради.
Населення — 377 осіб (2010; 402 в 2002).
Національний склад:
- башкири — 98%

## Видатні уродженці
- Султанов Абдулла Афзалович — співак, кураїст.